# Prosternodes cubanus
Prosternodes cubanus är en skalbaggsart som först beskrevs av Fernando de Zayas 1975.  Prosternodes cubanus ingår i släktet Prosternodes och familjen långhorningar.
Artens utbredningsområde är Kuba. Inga underarter finns listade i Catalogue of Life.